# M-Net

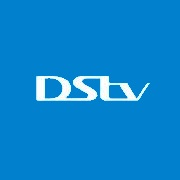
Logo da DStv

M-Net é um serviço de assinatura de televisão por satélite que foi estabelecido em 1986 e desde então tem gerado 9 canais afiliados – 3 para séries e 5 para filmes – incluindo seu principal canal. A mesma foi criada em 1986 por um consórcio de empresas jornalísticas, inclusive a Naspers.
Semelhante ao Canal +, da França, o canal oferece uma mistura de entretenimento geral, os programas infantis, esportes e filmes, a maioria dos quais são adquiridos do exterior, mas alguns também são produzidos localmente. Enquanto o sinal de TV é geralmente codificado, M-Net emitiu alguns programas abertos das 17h às 19h, até à abertura em 1 de abril de 2007. No início de 1990, M-Net adicionou um canal analógico segunda chamada Community Services Network (CSN), e começou a transmissão digital via satélite para o resto da África, através da sua empresa-irmã MultiChoice.
Com a introdução do canal na Digital Satellite Television, DSTV, em 1995, vários canais diferentes, foram criados para complementar a original M-Net.
M-Net lançou a sua assinatura na WebTV em Agosto de 2005 sob o nome KuduClub. O serviço operado em uníssono com a estreia do Ídolos África do Sul 3. O serviço hospeda todos os seus canais descritos acima, excluindo DStv, além de conteúdos exclusivos.

## História

### 1985-1989
A ideia de existir uma rede de televisão paga na África do Sul veio em meados dos anos 1980, quando Nasionale Pers (Naspers) - liderada pelo executivo Koos Bekker - começou a promover a ideia para as três maiores corporações de mídia do país: Times Media Ltd (agora Avusa/BDFM), Argus (agora Independent Group) e Perskor (extinto). Inicialmente, o plano era para o M-Net a ser propriedade conjunta dos quatro corporações de mídia. No entanto, como o passar do tempo, o projeto tornou-se apenas da Naspers. 
Em outubro de 1986, a M-Net começou a transmissão durante 12 horas por dia, para cerca de 500 famílias que compraram decodificadores.
Embora subscrição foi baseado, a Autoridade de Radiodifusão concedido uma abertura de hora a cada dia, em que o canal poderia ter transmissão aberta, a fim de se promover e atrair potenciais assinantes. Este intervalo de tempo se tornou conhecido como Open Time, mas só foi concebido para ser temporário. 
No final do seu primeiro ano, M-Net registrou um prejuízo de R37 milhões. No entanto, depois de dois anos, a perda foi transformado em uma R20 milhões de lucro. Em 1988, o canal lançou Carte Blanche, agora um reality show. Em poucos anos, Carte Blanche tornou-se famoso pela sua vanguarda do jornalismo investigativo e destemido. No processo, o show também descobriu muitos dos escândalos mais famosos da África do Sul de abuso dos direitos humanos, corrupção e defesa do consumidor. 
Em 1989, houve o lançamento do M-Net SuperSport, que passou a se tornar primeiro canal de esportes da África do Sul

### 1990-1996:O Sucesso
Em 1990. foi o primeiro ano que a M-Net obteve um lucro e também o ano em que fez algumas mudanças importantes para o canal. Lançou K-TV, um horário diário especializado em crianças e Open Time foi ampliado a partir de uma hora inicial por dia, para dois. M-Net requereu uma licença para transmitir notícias e o pedido foi concedido em dezembro de 1990. No entanto, M-Net começou a retransmissão BBC World Service Television (agora BBC World News) no mesmo ano. 
M-Net SuperSport mudou seu nome em 1994 para apenas SuperSport, a fim de criar uma marca mais original. Durante esse ano, transmitido ao vivo a cobertura de críquete pela primeira vez. Ao mesmo tempo, Hugh Bladen e Naas Botha - dois comentaristas de rugby - juntaram-se ao SuperSport. Por esse tempo, sua cobertura esportiva tornou-se muito impressionante, incluindo o Masters, a FA Cup Final, a Indy 500, o PGA Championship, Wimbledon, o Tour da França, MotoGP e uma cada vez maior pacote de rugby. Em 1995, Supersport começou a emitir 24 horas por dia, que abriu o caminho para uma rede de esportes 24-horas. Quando rugby se tornou um esporte profissional pleno em 1995, a maioria dos direitos de transmissão no Hemisfério Sul foram vendidas a News Corporation de Rupert Murdoch. Em resposta, o M-Net começou a negociar com a Newscorp, em agosto de 1995 e em fevereiro do ano seguinte, SuperSport foi concedida direitos de transmissão exclusiva para ambos e os torneios Super Tri Nations Rugby. Foi um grande avanço para o M-Net bem como para SuperSport, que teve até agora expandida.

### Actualidade
Actualmente a Dstv é vista como a melhor e maior distribuidora de Tv em África, tanto nos países de expressão inglesas como as de expressão portuguesa como Angola, Moçambique e Cabo Verde, em Moçambique o controle é total, em Angola abriu-se uma grande luta e concorrência com a Zap (distribuidora local). No mundo dos canais em Português inovou com canais como: CMtv, Novelas, Dstv 1, Telemundo, TLN, AXN black e white, Tv Séries, Fox Movie, Dstv Kids, Cartoon, Panda Biggs, Jim Jam, Boom, CI p, máximo 360, entre outros.Maximo 1 e 2 e 3
Oferece pacotes em Inglês (que é o principal, pois a África do Sul é o país sede), pacotes em Português (que é 2º maior pacote e um dos principais fontes de lucro), Pacotes em Francês, Indiano, Chinês e Canais Multi-Línguas.